# 西罗园街道
西罗园街道，是中华人民共和国北京市丰台區下辖的一个乡镇级行政单位。

## 行政区划
西罗园街道下辖以下地区：
西罗园第一社区、西罗园第二社区、西罗园第三社区、西罗园第四社区、洋桥北里社区、洋桥西里社区、海户西里北社区、角门东里一社区、花椒树社区、马家堡东里社区、鑫福里社区、洋桥村社区、洋桥东里社区、海户西里南社区、角门东里二社区、四路通社区、角门东里三社区、西马场北里社区、怡然家园社区、西马小区社区、金润家园一社区、福海棠华苑社区、金润家园二社区和金润家园三社区。